# Noah (banda)
Noah o Noé (anteriormente conocidos como Peterpan) es una banda de rock alternativo, grunge y pop de Indonesia. El grupo solía estar compuesto por seis integrantes, Ariel (Nazril Irham), Uki, Lukman, Andika, Indra y Reza. Andika e Indra se separaron de la banda en 2006. 
Son bastantes conocidos en su país de origen, la banda se formó en 1999 bajo el nombre de “Topik”, al año siguiente, en el 2000 cambiaron dicho nombre por el de “Peterpan”, tiempo después, en el año 2012 oficialmente cambiarían de nuevo el nombre de la banda a “Noah”. 
Recientemente en el año 2019 Uki se separó de la banda, quedando 3 integrantes, Ariel, Lukman y David (quien se incorporó en 2012, evolucionando con un nuevo estilo musical).

## Discografía
| Año         | Álbum                     | Figuras sobresalientes | Certificación  |             |             |             |
| as Peterpan | as Peterpan               | as Peterpan            | as Peterpan    | as Peterpan | as Peterpan | as Peterpan |
| ----------- | ------------------------- | ---------------------- | -------------- | ----------- | ----------- | ----------- |
| 2003        | Taman Langit              | 850,000                | 5x Platinum    |             |             |             |
| 2004        | Bintang di Surga          | 3,200,000              | 21x Platinum   |             |             |             |
| 2005        | OST Alexandria            | 1,200,000              | 8x Platinum    |             |             |             |
| 2007        | Hari yang Cerah           | 900,000                | 6x Platinum    |             |             |             |
| 2008        | Sebuah Nama Sebuah Cerita | 580,000                | 4x Platinum    |             |             |             |
| as Noah     |                           |                        |                |             |             |             |
| 2012        | Seperti Seharusnya        | 1,650,000              | Multi-Platinum |             |             |             |
| 2015        | Second Chance             |                        |                |             |             |             |

## Videos musicales
- "Mimpi Yang Sempurna" (Kisah 2002 Malam)
- "Sahabat" (Taman Langit)
- "Aku Dan Bintang" (Taman Langit)
- "Topeng" (Taman Langit)
- "Semua Tentang Kita" (Taman Langit)
- "di belakangku" (taman langit)
- "Yang Terdalam" (Taman Langit)
- "Kita Tertawa" (Taman Langit)
- "Ada Apa Denganmu" (Bintang di Surga)
- "Mungkin Nanti" (Bintang di Surga)
- "Ku Katakan Dengan Indah" (Bintang di Surga)
- "Khayalan Tingkat Tinggi" (Bintang di Surga)
- "Bintang Di Surga" (Bintang di Surga)
- "Di Atas Normal" (Bintang di Surga)
- "Dibelakangku" (Bintang di Surga)
- "Tak Bisakah" (OST Alexandria)
- "Jauh Mimpiku" (OST Alexandria)
- "Menunggu Pagi" (OST Alexandria)
- "Langit Tak Mendengar" (OST Alexandria)
- "Membebaniku" (OST Alexandria)
- "Menunggumu feat. Chrisye" (Senyawa)
- "Kupu Kupu Malam" (From Us to U)
- "Menghapus Jejakmu" (Hari yang Cerah)
- "Dibalik Awan" (Hari yang Cerah)
- "Sally Sendiri" (Hari yang Cerah)
- "Hari Yang cerah Untuk Jiwa Yang Sepi" (Hari yang Cerah)
- "Cobalah Mengerti" (Hari yang Cerah)
- "Walau Habis Terang" (Sebuah Nama Sebuah Cerita)
- "Kisah Cintaku" (Sebuah Nama Sebuah Cerita)
- "Dilema Besar" (Sebuah Nama Sebuah Cerita)
- "Tak Ada Yang Abadi" (Sebuah Nama Sebuah Cerita)
- "Dara" (Suara Lainnya)
- "Cobalah Mengerti" (ft. Momo Geisha) (Suara Lainnya)
- "Sahabat" (ft. Karinding Attack) (Suara Lainnya)
- "Separuh Aku" (Seperti Seharusnya)
- "Hidup Untukmu, Mati Tanpamu" (Seperti Seharusnya)
- "Jika Engkau(Berartinya Dirimu)" (Seperti Seharusnya)
- "Tak Lagi Sama" (Seperti Seharusnya)
- "Ini Cinta" (Seperti Seharusnya)
- "Hero" (Second Chance)
- "Seperti Kemarin" (Second Chance)
- "Suara Pikiranku" (Second Chance)

## Premios y reconocimientos
| Traducción al inglés                                                               | A cargo de                                | Fechas                                    |      |      |      |      |
| 2002                                                                               | 2002                                      | 2002                                      | 2002 | 2002 | 2002 | 2002 |
| ---------------------------------------------------------------------------------- | ----------------------------------------- | ----------------------------------------- | ---- | ---- | ---- | ---- |
| Rookie of the Year                                                                 | Rookie of the Year                        | Majalah Hai (Hai Magazine)                |      |      |      |      |
| 2004                                                                               |                                           |                                           |      |      |      |      |
| Most Popular Newcomer - Band/Group                                                 | SCTV Music Award                          |                                           |      |      |      |      |
| Triple Platinum Album - Taman Langit                                               | Triple Platinum Album - Sky Garden        | Musica Studios Indonesia                  |      |      |      |      |
| Record for performing in six cities in 24 hours                                    | MURI (Museum of Indonesian Records)       | 18 de julio de 2004 - 19 de julio de 2004 |      |      |      |      |
| 2005                                                                               |                                           |                                           |      |      |      |      |
| Favorite Indonesian Artist                                                         | MTV Asia Awards                           | February 2005                             |      |      |      |      |
| Most Popular Pop Album - Band/Group                                                | SCTV Music Award                          | May 2005                                  |      |      |      |      |
| Most Popular Song                                                                  | SCTV Music Award                          | May 2005                                  |      |      |      |      |
| Most Popular Band                                                                  | SCTV Music Award                          | August 2005                               |      |      |      |      |
| Most Sold Album of the Year "Bintang di Surga"                                     | MTV Asia Awards                           | September 2005                            |      |      |      |      |
| Best Pop Song - Band/Group: "Ada Apa Denganmu"                                     | AMI Awards                                | November 2005                             |      |      |      |      |
| Best Pop Song: "Ada Apa Denganmu"                                                  | AMI Awards                                | November 2005                             |      |      |      |      |
| Best Alternative Song - Band/Group:"Ku Katakan dengan Indah"                       | AMI Awards                                | November 2005                             |      |      |      |      |
| Best Album: "Bintang di Surga"                                                     | AMI Awards                                | November 2005                             |      |      |      |      |
| Best Album Art: "Bintang di Surga"                                                 | AMI Awards                                | November 2005                             |      |      |      |      |
| Best Production Work: "Bintang di Surga"                                           | AMI Awards                                | November 2005                             |      |      |      |      |
| 2006                                                                               |                                           |                                           |      |      |      |      |
| Favorite Indonesian Artist                                                         | MTV Asia Awards                           | April 2006                                |      |      |      |      |
| Most Popular Pop Album - Band/Group                                                | SCTV Music Award                          | May 2006                                  |      |      |      |      |
| Video Of The Year : Bintang Di Surga                                               | MTV Indonesia Award                       | 2006                                      |      |      |      |      |
| 2007                                                                               |                                           |                                           |      |      |      |      |
| Best Contribution Award                                                            | Asia Song Festival Korea                  | September 2007                            |      |      |      |      |
| 2009                                                                               |                                           |                                           |      |      |      |      |
| The Best Videoclip                                                                 | Dahsyatnya Award RCTI                     | April 2009                                |      |      |      |      |
| The Best Band                                                                      | Dahsyatnya Award RCTI                     | April 2009                                |      |      |      |      |
| The Best Song : Kukatakan Dengan Indah                                             | Rolling Stone Magazine                    | 2009                                      |      |      |      |      |
| Most Favorite Band                                                                 | Kids Choice Award Indonesia               | 2009                                      |      |      |      |      |
| Most Inspiring Artist                                                              | MTV Indonesia Award                       | November 2009                             |      |      |      |      |
| 2012                                                                               |                                           |                                           |      |      |      |      |
| Concert 5 Countries, 2 Continents, 24 Hours                                        | MURI Record                               | 16 de septiembre de 2012                  |      |      |      |      |
| Best Videoclip: "Dara"                                                             | INBOX Awards 2012                         | 28 de septiembre de 2012                  |      |      |      |      |
| Band of The Year                                                                   | Yahoo! OMG Awards                         | 26 de noviembre de 2012                   |      |      |      |      |
| Most Popular Band                                                                  | SCTV Music Award                          | 30 de noviembre de 2012                   |      |      |      |      |
| Sexiest Male Celebrity: Ariel                                                      | Insert Awards                             | 19 de noviembre de 2012                   |      |      |      |      |
| Star of the Year                                                                   | Tabloid Bintang                           | 29 de diciembre de 2012                   |      |      |      |      |
| 2013                                                                               |                                           |                                           |      |      |      |      |
| Best Band                                                                          | 100% Ampuh Awards                         | 16 de enero de 2013                       |      |      |      |      |
| Best Pop Song: Separuh Aku                                                         | 100% Ampuh Awards                         | 16 de enero de 2013                       |      |      |      |      |
| The Best Band                                                                      | Dahsyatnya Award RCTI                     | 21 de enero de 2013                       |      |      |      |      |
| The Most Waited Performance                                                        | Infotainment Awards                       | 1 de febrero de 2013                      |      |      |      |      |
| Most Phenomenal Entertainment Events: Concert 5 Countries, 2 Continents & 24 Hours | Infotainment Awards                       | 1 de febrero de 2013                      |      |      |      |      |
| Most Attractive Male Celebrity: Ariel                                              | Infotainment Awards                       | 1 de febrero de 2013                      |      |      |      |      |
| Multi Platinum Awards: "Seperti Seharusnya" Sold 1 Million Copies                  | Musica Studio's & Swara Sangkar Emas      | 19 de febrero de 2013                     |      |      |      |      |
| Most Popular Band                                                                  | SCTV Music Award                          | 29 de abril de 2013                       |      |      |      |      |
| Best Band Vocalist: Ariel                                                          | SCTV Music Award                          | 29 de abril de 2013                       |      |      |      |      |
| Best Keyboard Player: David                                                        | SCTV Music Award                          | 29 de abril de 2013                       |      |      |      |      |
| Nominated: "Separuh Aku"                                                           | Klik Awards                               | 16 de mayo de 2013                        |      |      |      |      |
| Best Band                                                                          | Nickelodeon Indonesia Kids' Choice Awards | 14 de junio de 2013                       |      |      |      |      |